# 布斯比 (澳大利亞國會選區)
布斯比選區（英語：Division of Boothby），是澳大利亞南澳大利亞州的下議院選區，位於首府阿德萊德南部近郊。面積123平方公里。
選區始於1903年，紀念負責當地選舉事務的官員威廉·布斯比。1949年以來是自由黨的安全選區。自1996年以來任當區議員的是安德魯·索斯考特。